# Andrés Galarraga
Andrés José Padovani Galarraga (* 18. Juni 1961 in Caracas, Venezuela) ist ein ehemaliger Baseballspieler der Major League Baseball (MLB). Während seiner aktiven Karriere in einer der beiden US-amerikanischen ersten Ligen spielte er für die Montreal Expos (1985–1991 und 2002), St. Louis Cardinals (1992), Colorado Rockies (1993–1997), Atlanta Braves (1998–2000), Texas Rangers (2001), San Francisco Giants (2001 und 2003) und die Los Angeles Angels of Anaheim (2004), wobei er stets die Position des First Baseman spielte. Er schlug und warf mit der rechten Hand.
Galarraga begann seine Karriere als professioneller Baseballspieler in Venezuela im Alter von 16. Mit einer Körpergröße von 1,91 m und einem Gewicht von 117 kg erhielt er den Spitznamen El Gato (von seinen amerikanischen Mitspielern als The Big Cat übersetzt), was insbesondere auf eine für seine Körpergröße und -masse ungewöhnliche Agilität auf seiner Spielposition zurückzuführen war. Er wurde während seiner Karriere fünfmal in ein All-Star-Team berufen und gewann in der National League zweimal den Gold-Glove-Award und zweimal den Silver-Slugger-Award. Nachdem er sich erfolgreich einer Behandlung wegen einer Krebserkrankung unterzogen hatte, gewann er den MLB-Comeback-Player-of-the-Year-Award.

## Karriere

### Die Anfänge in Venezuela
Galarraga begann in der Saison 1978–1979 bei den Leones del Caracas als Catcher und Third Baseman. Auf Empfehlung des Managers Felipe Alou wurde er 1979 von den Montreal Expos unter Vertrag genommen. Zuvor hatten einige MLB-Scouts Zweifel daran geäußert, ob Galarraga angesichts seines Körpergewichts für eine Profi-Karriere geeignet sei.

### Minor Leagues
In den Minor Leagues kam Galarraga in West Palm Beach (1979, 1982–1983), Calgary (1979–1980), Jamestown (1981), Jacksonville (1984) und Indianapolis (1985) zum Einsatz.
Sein Ticket als MLB-Player erreichte er nach der Saison 1984 als Double-A-Southern-League-Most-Valuable-Player mit einem Batting Average von .289, 27 Home Runs und 87 RBIs. In dieser Zeit führte er die Liga zudem in den Kategorien total bases (271), slugging percentage (.508), intentional base on balls (10), hit by pitches (9), double plays (130) und total chances (1428) auf dem jeweils ersten Platz an.
Vor seinem Spielantritt bei den Montreal Expos schloss er seine letzte Minor-League-Saison in Indianapolis als Rookie of the Year in the Triple-A International League ab.

### Montreal Expos 1985–1991
Sein Spieldebüt gab Galarraga am 23. August 1985. Die Saison verlief insgesamt wechselhaft mit einem Batting Average von .187, zwei Home Runs und vier RBIs in 24 Spielen. Die darauffolgende Saison lief besser an. Galarraga führte die Liste der National League Rookies mit 25 RBIs an, als ihn eine Knieverletzung dazu zwang zu pausieren. Nach erfolgreicher Operation kehrte er in den laufenden Spielbetrieb zurück, nur um im ersten Spiel nach der Verletzungspause erneut verletzt auf der Bank Platz nehmen zu müssen. Er beendete die Saison mit einer Batting Average von .271 bei 10 Home Runs und 42 RBIs in 105 Spielen.
Die Saison 1987 verlief deutlich besser, er erreichte eine Batting Average von .305, 13 Home Runs, 90 RBIs und schloss die Saison als Zweitbester in der Kategorie doubles (40) ab. Trotz seiner Körpermaße zeigte er solide Leistungen im Defensivspiel, der Manager der St. Louis Cardinals Whitey Herzog kommentierte sein Defensivspiel mit den Worten „der beste rechtshändige Fielder auf der First Base, den ich seit Gil Hodges gesehen habe“.
In der Saison 1988 konnte Galarraga seine Leistung weiter steigern und stieg zum besten Spieler der Expos auf. Er beschloss die Saison als Montreal Expos Player of the Year mit einer Batting Average von .302, 99 Runs, 92 RBIs und 29 Home Runs. Er führte in der Liga außerdem in den Kategorien Hits (184) und Doubles (42) und wurde erstmals in ein All-Star-Team berufen.
Trotz der Erfolge der Vorsaison wurde Galarraga in der Saison 1989 oftmals Ziel der Frustration der Fans der Montreal Expos. In dieser Saison führte er die Liga in Strikeouts (158) an, was seine Batting Average auf den Wert von .257 drückte, bei 23 Home Runs und 85 RBIs. Hätte er lediglich fünf RBIs mehr erzählt, wäre er der erste Spieler der Expos gewesen, der in drei aufeinanderfolgenden Saisons 90 oder mehr RBIs erzielt hätte. Trotz dieser wenig befriedigenden Leistungen erzielte Galarraga in dieser Saison seinen ersten Grand Slam Homerun, erreichte erstmals mittels Steal die Homebase und wurde für sein Spiel als First Baseman mit dem Gold Glove Award ausgezeichnet.
Die Saison 1990 verlief ähnlich für Galarraga, er erreichte eine Batting Average von .256 bei 20 Home Runs und 87 RBIs. Die dritte Saison in Folge führte er in der Liga nach Strikeouts, die Pitcher der gegnerischen Mannschaften hatten herausgefunden, wie sie seine Ungeduld beim Schlag zu ihren Gunsten nutzen konnten. Trotz der unbefriedigenden Werte im Offensivspiel zeigte Galarraga hervorragendes Spiel in der Defensive, fing zahlreiche unsaubere Würfe seiner Mitspieler, setzte oftmals 3-6-3 Spielzüge (Double Play) in Gang und gewann seinen zweiten Gold Glove Award. Außerdem erreichte er ein Sechs-RBI-Spiel, zwei Vier-RBI-Spiele und schlug seinen ersten Inside-the-park-Homerun.
Bedingt durch Verletzungen wurde die Saison 1991 zu Galarragas schlechtester Offensivsaison. Aufgrund seiner Verletzungspausen litt zudem das Defensivspiel der Expos ganz erheblich mit 43 Infield Errors in 53 Spielen ohne ihn. Galarraga beendete die Saison mit einer Batting Average von .219 bei neun Home Runs und 33 RBIs und wurde im Austausch gegen den Starting Pitcher Ken Hill an die St. Louis Cardinals verkauft.

### St. Louis Cardinals 1992
In St. Louis bekam Galarraga eine neue Chance. Früh in der Saison allerdings erlitt er einen Bruch des Handgelenks durch einen Pitch, dem er nicht rechtzeitig ausweichen konnte. Die Rekonvaleszenz dauerte bis in den Juli hinein. Dennoch erreichte er eine Batting Average von .296 nach der All-Star-Pause und beschloss die Saison mit einer Batting Average von .243 bei zehn Home Runs und 39 RBIs. Diese Leistungen hinterließen Eindruck bei dem Batting-Coach und späteren Rockies-Manager Don Baylor, der den Colorado Rockies empfahl, den vertragslosen Galarraga unter Vertrag zu nehmen.

### Colorado Rockies 1993–1997
In der Saison 1993 konnte Galarraga seine spielerische Klasse wieder demonstrieren und schloss die Saison mit einer Batting Average von .370, nachdem er einen großen Teil der Saison knapp unter der .400-Marke gelegen hatte. Er führte damit die Statistik der National League in der Kategorie Batting Average und zeigte den höchsten Wert für einen rechtshändigen Batter seit Joe DiMaggio im Jahr 1939.
Trotz 42 verletzungsbedingt verpassten Spielen kam er auf 56 Spiele mit mehr als einem Hit, 22 Home Runs, 98 RBIs, 71 Runs, 35 Doubles, vier Triples, eine on-base Percentage von .403 und eine Slugging Percentage von .602, den zweitbesten Wert dieser Kategorie in der Liga.
Die deutliche Verbesserung in Galarraga's Offensivspiel resultierte aus einer starken Veränderung seines Standes durch den Manager Baylor, um schneller auf Inside Pitches reagieren zu können. Der veränderte Stand versetzte ihn außerdem in die Lage, mehr Krafteinwirkung auf den Ball transportieren zu können, während er zudem den Pitcher mit beiden Augen sehen konnte, was zu deutlich weniger Strikeouts führte und seinem Spiel mehr Konsistenz verlieh. Galarrage wurde Zehnter in der Auswahl zum MVP und gewann den Comeback Player of the Year Award des Magazins The Sportin News. Nach der Saison musste er sich zum dritten Mal einer Knieoperation unterziehen.
In der streikbedingt verkürzten Saison 1994 errang Galarraga einen Rekord in der National League, indem er 30 RBIs in einem Monat erzielte. Es sah so aus, als würde ihm eine glanzvolle Saison bevorstehen, als er sich am 28. Juli die rechte Hand brach. Bis zu dieser Verletzung hielten die Rockies den zweiten Platz mit nur minimalem Rückstand auf die führenden Los Angeles Dodgers. Ohne ihn allerdings konnten diese Erfolge nicht fortgesetzt werden. Galarraga beendete die Saison mit einer Batting Average von .319 bei 31 Home Runs und 85 RBIs.
Am 25. Juni 1995 gelangen Galarraga drei Home Runs in drei aufeinanderfolgenden Innings, womit er einen bestehenden MLB-Rekord einstellte. Er beendete die Saison mit einer Batting Average von .280 bei 31 Home Runs und 106 RBIs, begünstigt durch den Umstand, dass er zum ersten Mal seit vier Jahren eine verletzungsfreie Saison spielen konnte. In dieser Saison erzielten vier Spieler der Rockies jeweils 30 oder mehr Home Runs, womit der Rekord der Los Angeles Dodgers von 1977 eingestellt wurde. Am 29. August dieser Saison verhinderte Galarraga einen No-hitter des Pitchers Paul Wagner, indem er im neunten Inning bei zwei Outs ein Single erzielte.
In den darauffolgenden Jahren entwickelte sich Galarraga zu einem der besten Spieler in der Kategorie RBIs, er brachte insgesamt 396 Runs in den Saisons 1996–1998 (150, 140, 121) nach Hause, erzielte in dieser Zeit eine Batting Average von .279, .303 und .318 bei 31, 47 und 41 Home Runs. Kritiker vertraten die Auffassung, dass die dünne Luft und hohe Lage des Coors Field, in dem die Rockies ihre Spiele austragen, diese Leistungen begünstigt hätten. Gleichwohl erzielte Galarraga zahlreiche Erfolge als Batter in auswärtigen Stadien, unter anderem gelang ihm in der Saison 1997 ein Grand Slam Home Run zwanzig Reihen tief in den oberen Rang des Marlins' Pro Player Stadium in Miami.
Zum Ende der Saison 1998 ließen die Rockies Galarraga ziehen, um auf der Position First Baseman Platz zu schaffen für den aufstrebenden Spieler Todd Helton. Als er die Rockies verließ, hatte er für den Club die meisten Home Runs (172) und RBIs (579) in der Vereinsgeschichte erzielt. Als Free Agent unterzeichnete Galarraga einen Dreijahresvertrag bei den Atlanta Braves.

### Atlanta Braves 1998–2000
Während der Saison 1998 brachte Galarraga seine Kritiker zum Verstummen, indem er bewies, dass er seine Spielstärke auch in der niedrigeren Höhe des Turner Field ausspielen konnte, er erzielte eine Batting Average von .305 bei 44 Home Runs und 121 RBIs. Galarraga wurde damit zum ersten Spieler in der Geschichte der Major League, der in aufeinanderfolgenden Saisons 40 oder mehr Home Runs für zwei unterschiedliche Vereine erzielen konnte.
Während des Spring Training des Jahres 1999 klagte Galarraga anhaltend über Schmerzen im Rücken. Diese wurden mit Massagen, Dehnübungen und weiteren Maßnahmen therapiert, verschwanden allerdings nicht. Eine onkologische Untersuchung mit MRT brachte schließlich die Diagnose, dass sich im unteren Rücken ein Non-Hodgkin-Lymphom gebildet hatte. In der Folge musste sich Galarraga einer Chemotherapie unterziehen und fiel für die komplette Saison 1999 aus. Sein früherer Mitspieler Vinny Castilla der Colorado Rockies wechselte während der Therapie seine Rückennummer von 9 zu 14, um Galarraga moralisch zu unterstützen.
Galarraga kehrte zum Spring Training des Jahres 2000 in guter physischer und psychischer Verfassung zurück. Am ersten Spieltag der regulären Saison erzielte er bei seinem dritten At-Bat einen Home Run, der zugleich den Sieg seiner Mannschaft bedeutete. Am Ende der Saison hatte Galarraga eine Batting Average von .302 bei 28 Home Runs und 100 RBIs erzielt. Zum zweiten Mal wurde ihm der National League Comeback Player of the Year Award durch das Magazin The Sporting News verliehen.
Zum Saisonende bat Galarraga die Eigentümer der Braves um einen Zweijahresvertrag, es bestand allerdings lediglich die Bereitschaft, ihn für ein weiteres Jahr unter Vertrag zu nehmen. Aufgrund dessen unterzeichnete Galarraga als Free Agent einen Zweijahresvertrag bei den Texas Rangers und wechselte in die American League.

### Texas Rangers, San Francisco Giants und Rückkehr zu den Montreal Expos 2001–2003
Der Wechsel in die andere Major League wirkte sich stark auf die Moral und Spielstärke des vormaligen Leistungsträgers aus. Mit 40 Jahren fand er sich in einer anderen Liga mit unbekannten Pitchern und als Reservespieler für den Star auf seiner Position Rafael Palmeiro wieder. Nachdem Galarraga im Wesentlichen als Designated Hitter und Pinch-Hitter und nur vereinzelt als Starter gegen linkshändige Pitcher zum Einsatz kam, verkauften die Rangers ihn in der Mitte der Saison angesichts von enttäuschenden Spielleistungen mit einer Batting Average von .235 bei zehn Home Runs und 34 RBIs in 72 Spielen an die San Francisco Giants.
In 2002 unterzeichnete Galarraga einen Vertrag bei den Montreal Expos und kehrte zur Spielzeit 2003 wieder zu den Giants zurück. Als nur sporadisch in der Major League zum Einsatz kommender Spieler erzielte er eine Batting Average von .301 bei zwölf Home Runs und 42 RBIs.

### Los Angeles Angels of Anaheim 2004
In der Saison 2004 rezidivierte Galarragas Krebserkrankung, weshalb er sich zweimal einer dreiwöchigen Chemotherapie und einem weiteren 23-tägigen stationären Klinikaufenthalt unterziehen musste. Zum zweiten Mal konnte er die Erkrankung besiegen und begann für das Triple-AAA Minor League Team der Angels Salt Lake Bees in Salt Lake City wieder zu spielen. Im September gelang ihm der Sprung zurück in die Major Leagues, wo er allerdings nur noch selten zum Einsatz kam. Ihm gelang nochmals ein Home Run zu seinen 399 über seinen Karriereverlauf erzielten.

### New York Mets 2005
Als Galarraga erneut keinen Vertrag für ein Profi-Team hatte, luden ihn die New York Mets zum Spring Training der Saison 2005 ein, um die Leistungsfähigkeit des 43-jährigen untersuchen zu können. Galarraga demonstrierte seine offensive Spielkraft mit drei Home Runs, zeigte sich allerdings deutlich zurückhaltender im Defensivspiel. Am 29. März 2005 gab Galarraga während des Spring Trainings bekannt, dass für ihn nun der Zeitpunkt gekommen sei, „um einem jüngeren Spieler eine Chance zu spielen zu geben“, und beschloss seine Karriere mit einer Batting Average von .288 bei 399 Home Runs und 1.425 RBIs. Mit nur einem fehlenden Home Run auf die 400 nahm Galarraga Platz 36 der ewigen Bestenliste zum Zeitpunkt seines Rücktritts ein.

## Persönliches
Galarraga ist seit 1984 verheiratet mit Eneyda Rodriguez. Das Paar hat drei Töchter. Derzeit lebt Galarraga in West Palm Beach, Florida.